# Emmenomma obscurum
Emmenomma obscurum is een spinnensoort uit de familie Macrobunidae. De wetenschappelijke naam van de soort werd voor het eerst geldig gepubliceerd in 1905 door Eugène Simon.
De soort komt voor in Argentinië.